# Oliv

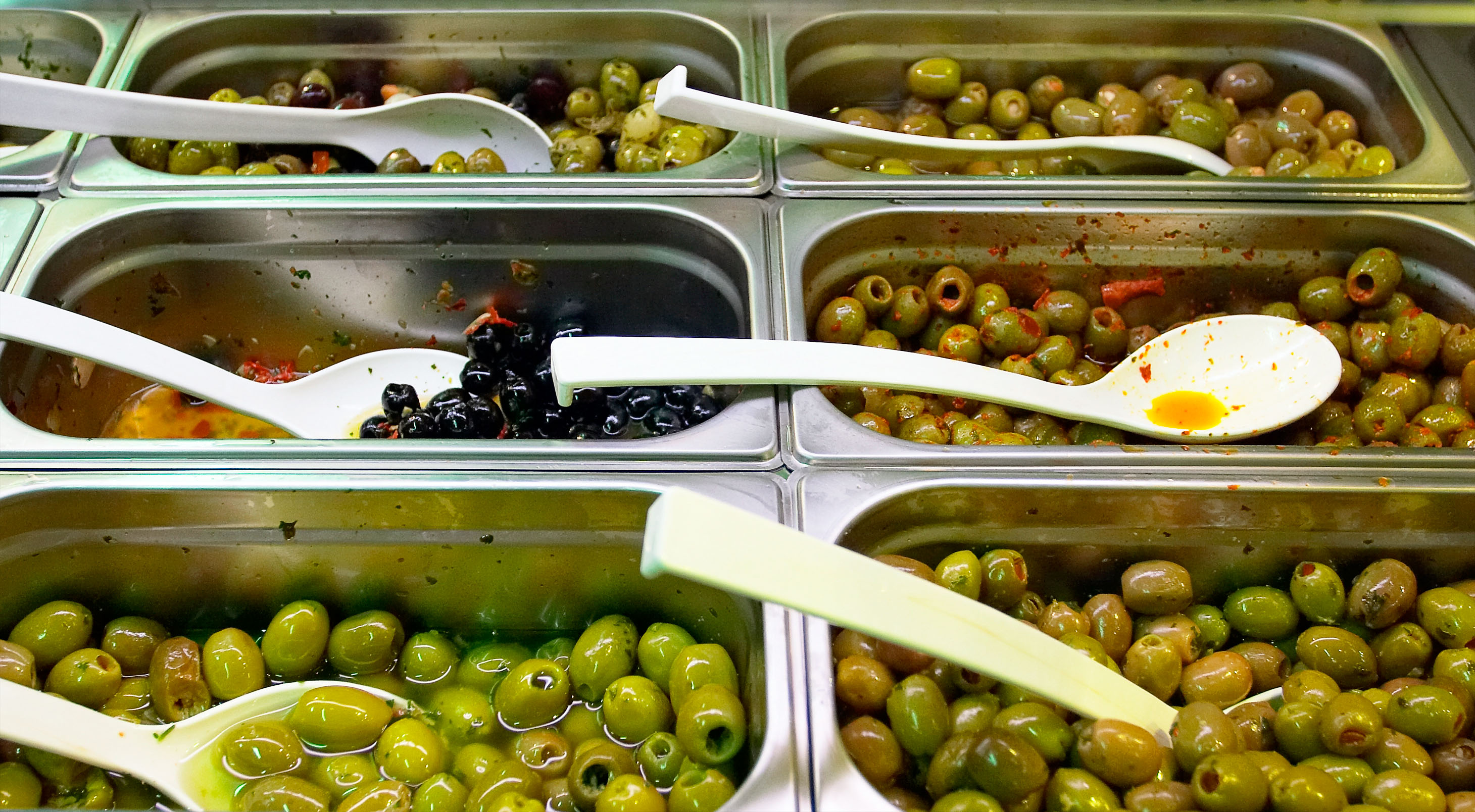
Marinerade oliver i olika färger.

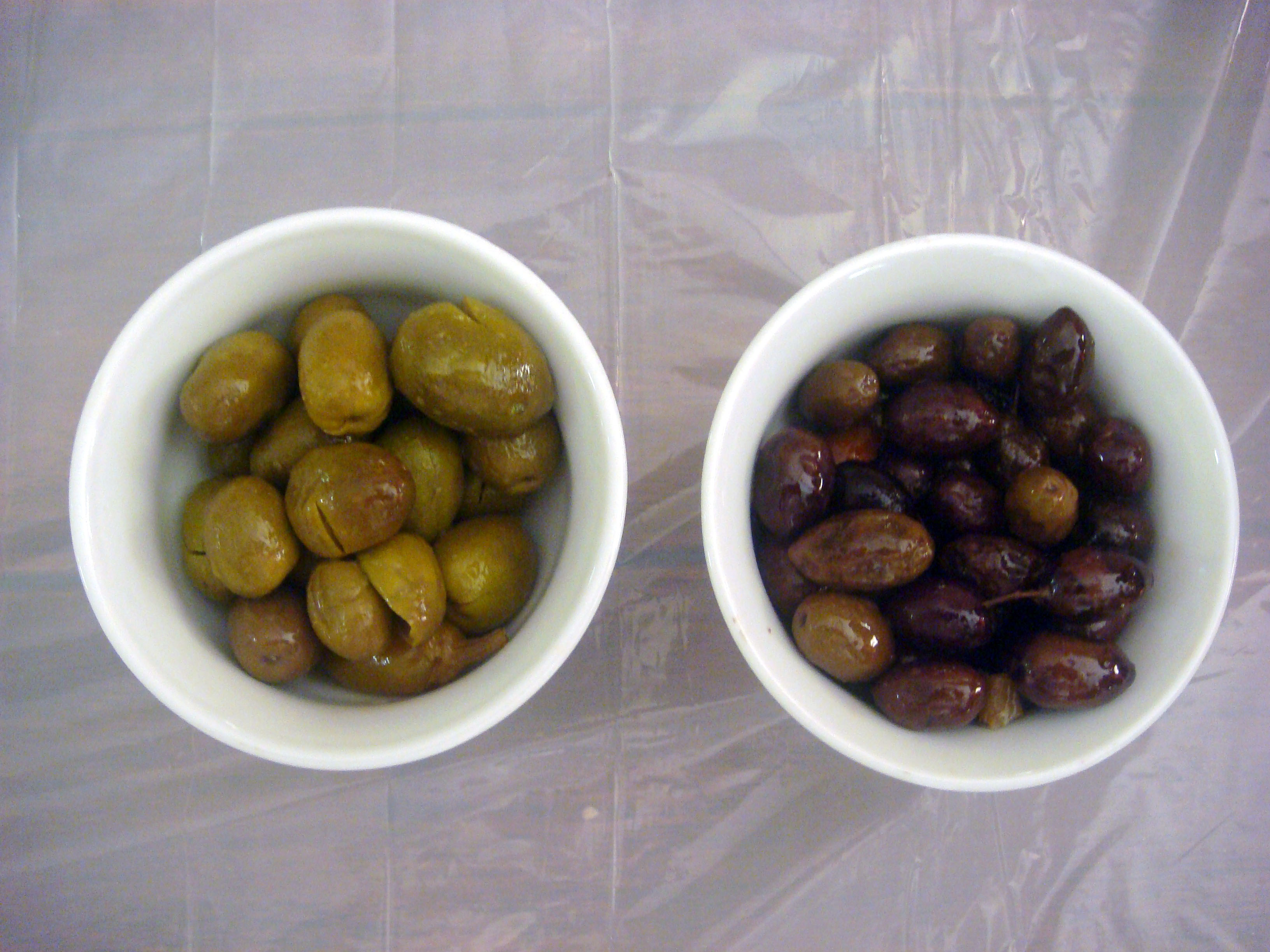
Grönbruna och svarta oliver.

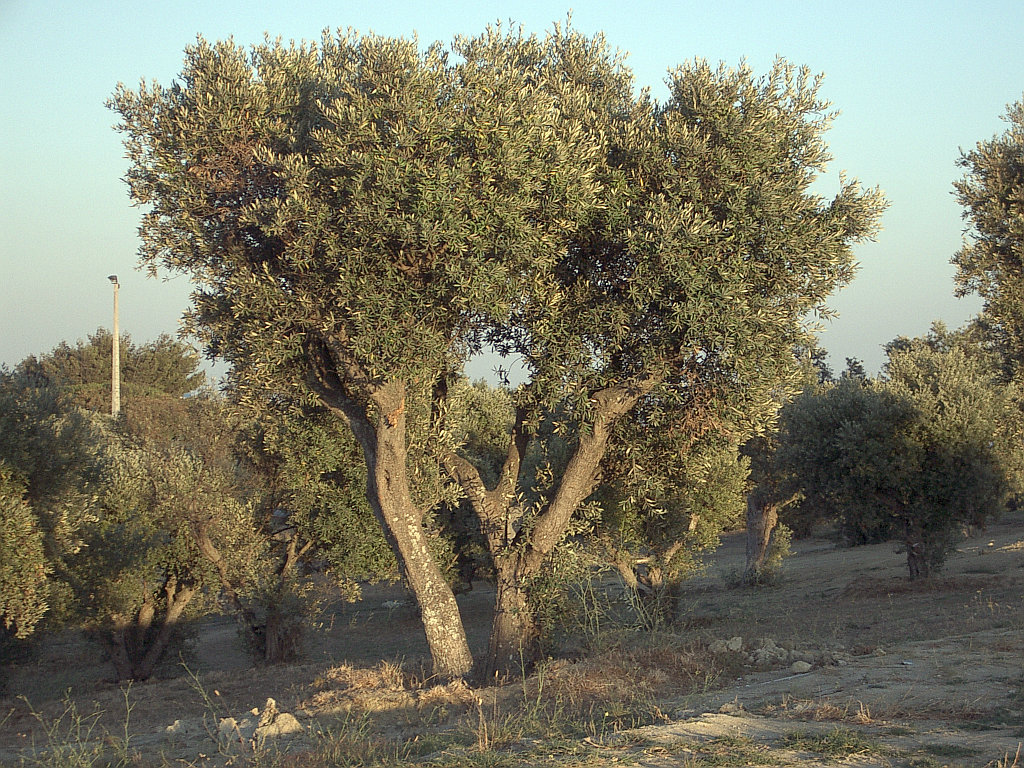
Olivträd.

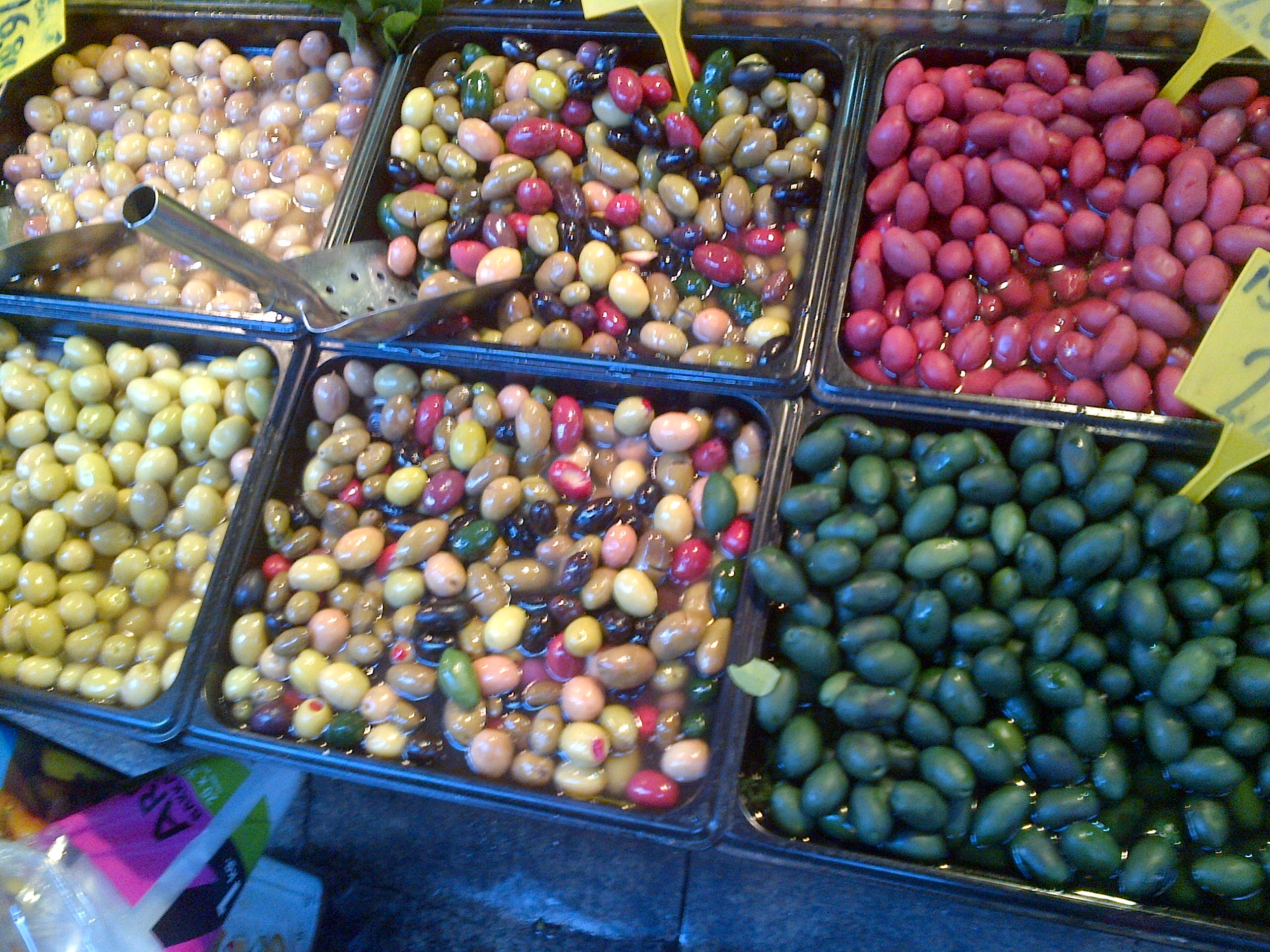
Färgade oliver vid marknaden i Kadıköy, Istanbul.

Oliv är olivträdets frukt och används framförallt vid tillverkning av olivolja. Färska oliver är beska i smaken och används aldrig naturella, utan konserveras i en saltlag eller olja under lång tid innan man äter dem. Lagen kan även innehålla olika smaksättare och konstgjorda konserveringsmedel. Eftersom laken tar smak av oliverna kan den användas som smaksättare vid matlagning.
Gröna inlagda oliver innehåller ungefär 12,7% fett.

## Odling och utseende
Oliver är gröna när de skördas tidigt på säsongen, grönbruna vid skörd i mitten på säsongen och mörkvioletta eller nästan svarta när de skördas sent på säsongen.
Svarta oliver som säljs i många butiker är egentligen gröna oliver som färgats svarta på konstgjord väg med hjälp av kemikalier, oftast järnglukonat (E579).
Den kulör oliver har i början på säsongen har givit namn åt färgbeteckningen olivgrön.

## Fyllning och behandling
Inlagda oliver brukar vara urkärnade, och ibland fylls hålet efter kärnan med en strimla pimiento, även kallad pimiento, som är en paprikasort. Gröna oliver är omogna och har en besk smak, vilket är främsta anledningen till att de fylls. Det finns andra fyllningar också. I USA är just pimiento vanligast, medan i Spanien är fiskfyllning vanligare.
I början av 1960-talet skars pimiento och fylldes för hand. 1962 introducerades den första automatiska maskinen som kunde fylla oliver, i Sevilla i Spanien. Många modernare maskiner är väldigt precisa och arbetar i flera steg.

## Olivsorter
- Adramitini
- Agouro Manaki
- Agrio Manaki
- Amphissa
- Arbequina
- Ascolana Tenera
- Biancolilla
- Cailletier (Olive de Nice)
- Calazzana
- Cerasuol
- Carboncella
- Cerignola
- Coratina
- Coregioli
- Cornicabra
- Frantoiano
- Frantoio
- Garraffa
- Gentile
- Grossane
- Halkidiki
- Hojiblanca
- Ionian
- Itrana
- Kalamata
- Kolovi
- Kothreiki
- Koroneiki
- Leccion (Leccino)
- Lucques
- Majatica Ferrandina
- Manaki
- Maremani
- Mastoides Tsounati
- Maurino
- Mission
- Moraiolo
- Morisca
- Napfilion
- Nocellara
- Ogghiaredda
- Ogliarola Barese
- Ortice
- Ortolana
- Pendolino
- Picholine
- Picual
- Raggia
- Rosciola
- Royal
- Salonenque
- Sessana
- Tanche (Olive de Nyon)
- Tonda Iblea
- Valanoelia

## Produktion
| Nr                                                                    | Område                 | Produktion (ton) | Andel (%) |
| --------------------------------------------------------------------- | ---------------------- | ---------------- | --------- |
| 1                                                                     | Spanien                | 9 819 569        | 46,61     |
| 2                                                                     | Italien                | 1 877 222        | 8,91      |
| 3                                                                     | Marocko                | 1 561 465        | 7,41      |
| 4                                                                     | Turkiet                | 1 500 467        | 7,12      |
| 5                                                                     | Grekland               | 1 079 080        | 5,12      |
| 6                                                                     | Algeriet               | 860 784          | 4,09      |
| 7                                                                     | Tunisien               | 825 467          | 3,92      |
| 8                                                                     | Egypten                | 768 176          | 3,65      |
| 9                                                                     | Portugal               | 740 151          | 3,51      |
| 10                                                                    | Syrien                 | 400 000          | 1,90      |
| 11                                                                    | Peru                   | 188 982          | 0,90      |
| 12                                                                    | Libyen                 | 188 255          | 0,89      |
| 13                                                                    | Argentina              | 174 709          | 0,83      |
| 14                                                                    | Jordanien              | 158 064          | 0,75      |
| 15                                                                    | USA                    | 138 596          | 0,66      |
|                                                                       | Total världsproduktion | 21 066 061       | 100,00    |
| Källa: FN:s livsmedels- och jordbruksorganisation:s data för år 2018. |                        |                  |           |